# HMS Tonnant (1798)
HMS Tonnant (Корабль Его Величества «Тоннант») — 80-пушечный линейный корабль третьего ранга. Первоначально был французским судном типа Tonnant, но был захвачен британским флотом во
время Битвы на Ниле 1 августа 1798 года. Впоследствий корабль вошел в состав Королевского флота, сохранив своё первоначальное
имя. Он продолжал службу до 1818 года, приняв участие во многих сражениях Наполеоновских войн и Англо-американской войны, в том числе в сражении при Трафальгаре.

## Французская служба
В 1793 году Tonnant стоял на якоре в Тулоне, когда роялисты позвали туда британский флот адмирала Худа. Когда республиканские войска, которые возглавлял молодой капитан Наполеон Бонапарт, взяли штурмом важнейший форт Мальбуке, а после заняли другой форт, Эгийет, англо-испанской эскадре невозможно было оставаться как на большом, так и на малом рейде, и потому Худ приказал, посадив гарнизон на суда, немедленно сняться с якоря. Из 46 французских судов, стоявших на рейде в гавани, 9 было предано пламени англичанами, 12 ушли в море вместе с союзниками, и лишь 25 кораблей попали обратно в руки республиканцев. Среди последних был и Tonnant.
2 марта 1795 года Tonnant, под командованием капитана Жюльена Космао, в составе французской эскадры контр-адмирала Пьера
Мартина из пятнадцати линейных кораблей и семи фрегатов, отплыл из Тулона к Корсике. Из-за слабых и неблагоприятных ветров, французский флот прибыл к Корсике 8 марта. Утром 8 марта фрегаты эскадры атаковали и захватили британский 74-пушечный корабль Berwick.
14 марта 1795 года Tonnant принял участие в Сражении при Генуе, в котором французская эскадра Пьера Мартина вступила в бой с британской эскадрой вице-адмирала Уильяма Хотэма. Битва завершилась захватом двух французских кораблей, 80-пушечного Ca Ira и 74-пушечного Censeur, которые были отрезаны от остальной части флота. Tonnant, Duquesne и Victoire попытались помочь отрезанным кораблям, обстреляв Illustrious и Courageux, атаковавшие Ca Ira и Censeur, однако в итоге были вынуждены отступить и оставить два корабля на произвол судьбы. В этой короткой перестрелке Tonnant потерь не понес.
Tonnant, под командованием капитана Аристида Обера Дюпетита-Туара, входил в состав французской эскадры Франсуа-Поля Брюейса, которая прикрывала транспорты с войсками направленными для захвата Египта. После высадки войск Брюейс перешёл вместе с флотом в Абукирскую бухту, где корабли стали на якорь в боевой линии под защитой флотилии канонерских лодок, четырёх фрегатов и батарей на острове Абукир. Вечером 1 августа 1798 года за полчаса до захода солнца началась Битва на Ниле, когда французский флот был атакован эскадрой Нельсона. Tonnant входил в центр французского флота, располагаясь сразу за флагманом Брюейса, 120-пушечным Orient. Tonnant был атакован 74-пушечным кораблем Majestic, который обладая меньшей силой бортового залпа пострадал куда сильнее чем Tonnant, потеряв около двухсот человек, 50 убитыми и 143 ранеными. Среди погибших был и капитан Majestic, Джордж Уэсткотт. Капитан Дюпетит-Туар был серьезно ранен и вскоре умер от ран. Tonnant был единственным французским кораблем который продолжал сражаться с наступлением утра, хотя и сел на мель. Он сдался лишь утром 3 августа, когда стало очевидно что шансов уйти от британцев нет.
Корабль вошел в состав Королевского флота 9 декабря 1798 года, сохранив своё первоначальное имя. Он прибыл на военно-морскую базу в Плимуте 17 июля 1799 года. Tonnant был введен в эксплуатацию под командованием капитана Лофтуса Бленда в январе 1799 года. В феврале его заменил капитан Роберт Фицджеральд, под командованием которого Tonnant отплыл в Гибралтар, а затем вернулся в Великобританию. По прибытии в Плимут в 1800 году он был отправлен в резерв.

## Британская служба
Tonnant прошел ремонт в период с декабря 1801 по апрель 1803 года. Он был введен в эксплуатацию в марте 1803 года под
командованием капитана сэра Эдварда Пеллью. Tonnant был отправлен в Атлантику, где принял участие в блокаде Ферроля.
14 августа 1803 года ост-индский корабль Lord Nelson был захвачен французским капером Belone. С капера на борт захваченного корабля был отправлен призовой экипаж, который повел судно к Ла-Корунье. 25 августа Lord Nelson был замечен 18-пушечным бригом Seagull, который попытался отбить корабль, но получив повреждения такелажа был вынужден временно выйти из боя. К этому времени в поле зрения появилась британская эскадра под командованием Эдварда Пеллью на Tonnant, и французы на Lord Nelson, видя что дальнейшее сопротивление бессмысленно, сдались Colossus, передовому кораблю эскадры.
Tonnant был частью эскадры контр-адмирала сэра Роберта Кальдера, которая возле мыса Ортегаль столкнулась с двумя французскими 74-пушечными кораблями Duguay-Trouin и Guerriere 2 сентября 1803 года. Две французских военных корабля попытались прорвать британскую блокаду когда встретили Tonnant. Они устремились за ним в погоню, но заметив основные силы эскадры были вынуждены отступить и вернуться назад в порт Ла-Коруньи.
Tonnant в составе эскадры разделил призовые деньги за захват Perseverance 28 октября 1803 года и захват Ardent корабля Bayonnoise 29 октября. В следующем году, 18 февраля 1804 года Tonnant и корабли эскадры отбили бриг Eliza.
Во второй половине 1804 года Tonnant входил в состав флота Канала под командованием капитана Уильяма Генри Джервиса. Однако
капитан утонул возле Бреста при переходе на своей гичке от Tonnant к San Josef 26 января 1805 года. Джервис только что прибыл из Рошфора и очень хотел выразить своё почтение командиру эскадры. Вместо него командование кораблем в марте 1805 года принял капитан Чарльз Тайлер.
21 октября 1805 года Belleisle, под командованием капитана Уильяма Харгуда, входил в колонну вице-адмирала Катберта Коллингвуда в Трафальгарском сражении. Belleisle был четвёртым кораблем в линии, располагаясь между 74-пушечными Mars и Bellerophon. Он пришел на помощь Mars, оказавшемуся под сильным огнём 74-пушечных кораблей Monarca и Algesiras. Tonnant направился к носовой части Algesiras, дал по нему несколько залпов, после чего перевел огонь на Monarca, который вскоре спустил флаг (правда позже он снова его поднял). К этому времени Algesiras попытался пройти за кормой Tonnant, который потерял фока-стеньгу и грота-рей, но Tonnant успел повернуть и ударил в борт Algesiras, снеся ему бушприт, повредив якорь и запутавшись в такелаже. Tonnant, сцепившийся с Algesiras обстреливал его орудиями правого борта, а орудиями левого борта вел огонь по Pluton и San-Juan-Nepomuceno. Примерно в 13:40 капитан Тайлер был ранен и командование кораблем принял лейтенант Джон Бедфорд. Tonnant и Algesiras ещё некоторое время продолжали обмен залпами, в результате чего на Algesiras была сбита фок-мачта, а Tonnant лишился грот- и крюйс-стеньги. Экипаж Algesiras предпринял попытку абордажа британского судна, но попав под плотный огонь морских пехотинцев был вынужден отступить.
В 14:15 французский корабль, потерявший к этому времени грот- и бизань-мачты, спустил свой флаг и лейтенант Чарльз Беннетт, с
лейтенантом морской пехоты Артуром Боллом и отрядом из 48 матросов поднялись на его борт чтобы завладеть призом. Спустя ещё
четверть часа сдался San-Juan-Nepomuceno, завладеть призом был отправлен лейтенант Бенджамин Климент. Однако его шлюпка была разбита ярдом и ему и его людям с большим трудом удалось вернуться на корабль. В бою Tonnant серьезно пострадал, у него был поврежден руль и носовая часть правого борта (после столконовения с Algesiras). Потери на его борту составили 26 человек убитых и 50 раненых.
Tonnant прошел ремонт в Портсмуте в период с января по июнь 1806 года. Он вновь вступил в строй в мае под командованием
капитана Томаса Брауна. Затем он служил в качестве флагманского корабля контр-адмирала Елиава Харви.
В июле 1807 года он под командованием капитана Ричарда Хэнкока служил в качестве флагмана контр-адмирала Микаэла де Курси. В
апреле 1809 года корабль был под командованием капитана Джеймса Боуэна, когда он отбил Ann of Leith 8 апреля. Затем Tonnant был одним из судов, разделивших призовые деньги за захват Goede Hoop 9 июля и Carl Ludwig 2 августа.
В период с ноября по декабрь 1809 года он проходил ремонт в Плимуте. В 1810 году он служил под командованием капитана сэра Джона Гора. 24 марта 1812 года, всё ещё под командованием Гора, он находился в районе Уэссана когда захватил французский капер Emilie. Emilie был вооружен двенадцатью 10-фунтовыми пушками и имел экипаж из 84 человек. Он вышел девять дней назад из Сен-Мало и захватил испанское торговое судно, которое Королевский флот отбил в тот же день. В то время как он входил в состав эскадры на баскском рейде, капитан Гор был тяжело ранен после падения с грот-мачты. Tonnant, находившийся в плохом состоянии, вернулся в Портсмут в августе 1812 года, после чего был отправлен в Чатем для ремонта.
Он подготавливался к выходу в море в первом квартале 1814 года, вновь вступив в строй в январе под командованием капитана
Александра Скена. В октябре командование принял капитан Чарльз Керр, после чего Tonnant служил флагманом вице-адмирала сэра Александра Кокрейна в течение большей части кампании в Чесапикском заливе. Tonnant продолжал служить флагманом Кокрейна когда он руководил британскими военно-морскими силами в битве при Новом Орлеане. Перед этой битвой лодки Tonnant приняли участие в битве при озере Борне.
Между 12 и 15 декабря 1814 года капитан Локьер с Sophie привел флотилию из 50 шлюпок, барж и гичек, чтобы напасть на канонерские лодки США. Локьер разделил шлюпки на три группы, одну из которых возглавил он сам. Капитан Монтресор с брига Manly командовал второй, а капитан Робертс с Meteor командовал третьей. Британцы гребли на веслах в течение 36 часов прежде чем встретили американцев у острова Святого Иосифа. 13 декабря 1814 года британцы напали на шхуну Sea Horse. Утром 14 декабря произошло короткое, ожесточенное сражение.
Британцы захватили или уничтожили почти всю американскую флотилию, в том числе тендер, Alligator, и пять канонерских лодок.
Англичане потеряли 17 человек убитыми и 77 ранеными, из них Tonnant потерял 3 убитых и 15 раненых, один из которых скончался. За это сражение в 1847 году Адмиралтейство выпустило медаль с пряжкой «14 Dec Boat Service 1814», которой были награждены все выжившие участники этого сражения.
Tonnant вернулся в Англию в мае 1815 года. Затем он служил флагманом адмирала лорда Кейта и принял участие в высылке Наполеона на остров Святой Елены в 1815 году, хотя он и не был частью флотилии, которая сопровождала его туда. С 1816 по 1817 год он был флагманом контр-адмирала сэра Бенджамина Халлоуэлла на станции в Корке.
В ноябре 1818 года Tonnant был отправлен в резерв, а в марте 1821 года было принято решение отправить корабль на слом.